# توکر (دهانه)

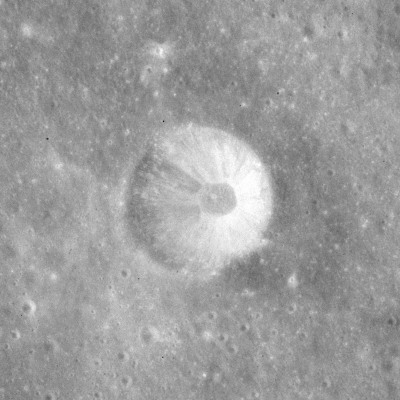
دهانه توکر

توکر یک دهانه برخوردی در ماه‌ است.